# Marshall Teague
Marshall Teague (22 februari 1922 - Daytona International Speedway, 11 februari 1959) was een Amerikaans autocoureur. In 1953, 1954 en 1957 nam hij deel aan de Indianapolis 500, maar scoorde hierin geen punten voor het wereldkampioenschap Formule 1. Hij overleed bij een training voor de eerste Daytona 500.